# Степаненко Ігор Дмитрович
Ігор Дмитрович Степаненко (27 вересня [10 жовтня] 1914, селище Глобине Полтавської губернії, тепер місто Полтавської області — 20 грудня 1997, Київ) — український радянський і компартійний діяч, депутат Верховної Ради УРСР 6—10-го скликань. Кандидат у члени ЦК КПУ в 1961—1966 р. Член ЦК КПУ в 1966—1986 р. Кандидат технічних наук (1958).

## Біографія
Народився в родині службовця. У 1932 році закінчив Кременчуцький індустріальний технікум. У 1932—1934 роках — технік-механік Харківського тракторного заводу.
У 1934—1939 роках — студент Київського хіміко-технологічного інституту харчової промисловості.
У 1939—1941 роках — головний механік Новобиківського цукрового заводу Чернігівської області. У 1941—1942 роках — змінний інженер Фрунзенського цукрового заводу, начальник ТЕЦ Новотроїцького цукрового заводу Киргизької РСР.
У 1942—1945 роках служив у Червоній армії, учасник німецько-радянської війни. Був помічником начальника, начальником військово-технічного постачання стрілецької дивізії. Воював на Південному, 4-му та 1-му Українських, Карельському, Ленінградському, 3-му Білоруському і Забайкальському фронтах.
Член ВКП(б) з 1943 року.
У 1945—1954 роках — головний інженер Новобиківського цукрового заводу Чернігівської області; головний інженер цукрових заводів у Курській та Білгородській областях РСФСР.
У 1954—1956 роках — головний інженер Черкаського цукротресту. У 1956—1960 роках — керуючий Черкаського цукробурякотресту.
У травні 1960 — березні 1961 року — заступник голови Ради народного господарства Черкаського економічного адміністративного району.
15 березня 1961 — грудень 1962 року — голова виконавчого комітету Черкаської обласної Ради депутатів трудящих.
У грудні 1962 — жовтні 1965 року — голова Ради народного господарства Подільського (Південно-Західного) економічного району.
23 жовтня 1965 — 31 жовтня 1966 року — міністр харчової промисловості Української РСР.
31 жовтня 1966 — 4 січня 1985 року — заступник Голови Ради Міністрів Української РСР.
З січня 1985 року — на пенсії в Києві.

## Звання
- старший технік-лейтенант
- капітан

## Нагороди
- орден Жовтневої Революції (8.12.1973)
- чотири ордени Трудового Червоного Прапора (26.02.1958; 21.10.1964; 25.10.1971; 22.12.1977)
- орден Дружби народів (9.10.1984)
- орден Вітчизняної війни 1-го ст. (16.10.1945)
- два ордени Вітчизняної війни 2-го ст. (18.04.1945; 11.03.1985)
- орден Червоної Зірки (31.07.1944)
- Медаль «За бойові заслуги» (31.12.1943)
- медалі